# Obóz pracy w Budzyniu
Obóz pracy w Budzyniu (niem. SS-Arbeitslager Budzyn) – obóz pracy przymusowej dla ludności żydowskiej utworzony jesienią 1942 r. w Kraśniku-Budzyniu. Zatrudnieni w nim więźniowie żydowscy pracowali w przemyśle zbrojeniowym, co pozwoliło im jako jedynym więźniom żydowskim przetrwać do lipca 1944 roku.

## Powstanie obozu
Niemcy zorganizowali w Budzyniu obóz pracy dla ludności żydowskiej jesienią 1942 r. Znajdował się on na terenie obecnej dzielnicy fabrycznej miasta przy szosie Kraśnik – Urzędów, oddzielony od osiedla Dąbrowa-Bór wąskim pasem leśnym. Zlokalizowany był między ulicą Mickiewicza i na południe od ul. Dąbrowszczaków. Na powierzchni 2,68 ha ustawiono 8 drewnianych baraków, z których każdy miał 9–10 m szerokości i 40 metrów długości. W jednym z baraków mieściła się kuchnia obozowa. Teren obozowy otoczony był drutem kolczastym (trzy rzędy) podłączonym do sieci wysokiego napięcia. W czterech narożnikach pola obozowego stały wieże strażnicze.
Obóz został zbudowany w pobliżu obecnej Fabryki Łożysk Tocznych (dawniej Fabryka Amunicji Nr 2).
Już wczesną wiosną 1942 roku, w związku z realizacją planu zagłady Żydów (Endlösung), Niemcy zaczęli zwozić ich do obozu w Budzyniu. Akcja napełniania obozu więźniami trwała prawdopodobnie tydzień. Początkowo przywieziono tu Żydów z pobliskich okolic:
- z Kraśnika (ponad 1000 osób),
- Janowa Lubelskiego,
- Bełżyc,
- Końskowoli.

Potem dostarczano ich z większych miast Związku Radzieckiego:
- Bobrujska,
- Mińska,
- Mohylowa
- Smoleńska,

a także:
- z Wiednia,
- ze Słowacji.

Po wybuchu powstania w getcie warszawskim przywieziono do Budzynia ponad 1500 Żydów z Warszawy. Wśród nich byli pracownicy warsztatów lotniczych „Skoda” na Okęciu. Więziono tu również kilkudziesięciu Żydów jeńców armii polskiej, którzy uczestniczyli w kampanii wrześniowej 1939 r. Przywieziono ich tu z obozu znajdującego się w Lublinie przy ul. Lipowej.

## Więźniowie
Większość źródeł podaje, że w roku 1943 w obozie tym przebywało około 3000 więźniów. Liczba więźniów stale się zmieniała, a to na skutek rozstrzeliwania, bądź wywożenia do miejsc straceń. Wiadomo jednak, że w okresie istnienia tego obozu w latach 1942–1944 znajdowało się w nim stale od 2000 do 4000 więźniów (w tym od 700 do 800 kobiet – one jednak szybko były wysyłane na stracenie do KL w Lublinie na Majdanku).
Więźniowie obozu w Budzyniu mieszkali w barakach. W jednym baraku stłoczonych było od 600 do 800 więźniów. W pierwszych latach istnienia obozu ubrani byli w odzież cywilną. Na plecach kurtek i spodniach mieli wymalowane krzyże farbą czerwonego koloru. Potem ubrani zostali w niebieskie pasiaki. Pracowali w filii zakładów lotniczych Heinkla, która mieściła się w hali fabrycznej nr 6 Fabryki Amunicji Nr 2 w Dąbrowie-Bór. Nosiła nazwę: Flugzeugwerk Heinkel (Zakłady Lotnicze). Produkowała części do samolotów. Zakłady w Budzyniu wchodziły w skład firmy niemieckiej Heinkel w Warnemunde, która od 1922 zajmowała się produkcją samolotów (założyciel i konstruktor Emst Heinkel). W czasie drugiej wojny światowej produkowała głównie bombowce w wersji Heinkel He 111B i He 111H.
Więźniowie podzieleni byli na komanda robocze. Komendę nad nimi pełnili Żydzi – jeńcy wojenni. Na czele stał komendant żydowski obozu Mordechaj Sztokman. Więźniowie do fabryki prowadzeni byli przez załogę ukraińską i przekazywani na czas pracy pod nadzór miejscowych werkschutzów (strażników fabrycznych). Praca w zakładzie trwała od 6 rano do 18 wieczorem (12 godzin). W czasie tej pracy więźniowie byli specjalnie dręczeni (np. noszenie przez 2 ludzi rury wagi 400 kg). Ponadto zatrudniano ich przy innych pracach wyniszczających zdrowie, jak kopanie rowów kanalizacyjnych, karczowanie lasu itp.
Pożywienie więźniów stanowiła zupa ze zgniłej brukwi, 15 dag chleba na dobę i napój sporządzany z kawy zbożowej.

## Załoga obozu
Załoga obozu składała się z Niemców i Ukraińców, którzy przeszli na służbę niemiecką – od 50 do 70 funkcjonariuszy. Byli to głównie strażnicy obozowi i policja ukraińska. Komendant obozu wraz ze strażą mieszkał w osiedlu fabrycznym w budynku przylegającym bezpośrednio do obozu. Zajmował pomieszczenia na piętrze. Na parterze skoszarowani byli Ukraińcy.

### Komendanci obozu
- Otto Hantke (wrzesień – grudzień 1942 r.) – był pierwszym komendantem i twórcą obozu w Budzyniu (SS-Unterscharführer);
- Heinrich Stoschek (1943 r.) – był komendantem (SS-Oberscharführer) tylko 6 tygodni; około 60 lat, wzrostu średniego, ze znakami po ospie na twarzy;
- Reinhold Feix (do sierpnia 1943 r.) – z zawodu był fryzjerem; pochodził z miejscowości Neudorf (Nowa Wieś) koło Gablonz (Jablonec), Neissestrasse 396; w czasie sprawowania tej funkcji nie miał jeszcze 30 lat; wcześniej w obozach w Bełżcu i Trawnikach; w pamięci więźniów zapisał się jako najbardziej okrutny i sadysta;
- Werner Mohr – był komendantem przez 4 tygodnie; wachmistrz policji ochronnej;
- Fritz Tauscher (od poł. września 1943 r.) – około 50 lat; z wykształcenia prawnik;
- Josef Leipold (od stycznia 1944 r. do końca istnienia obozu) – urodzony 10 listopada 1913 roku w Alt Rohlau (miejscowość położona między Lipskiem a Chemnitz w Saksonii); z zawodu fryzjer.

## Działalność
Przez cały okres istnienia obóz w Budzyniu traktowany był jako podobóz Majdanka. Dopiero w dniu 22 października 1943 roku podjęto decyzję o uczynieniu obozu w Budzyniu samodzielnym obozem koncentracyjnym (niem. Konzentrationslager) – 15 lutego 1944 r. obóz przeszedł pod nadzór Głównego Urzędu Administracji Gospodarczej SS (niem. SS-Wirtschafts- und Verwaltungshauptamt – WVHA).
w obozie stosowano wszelkie rodzaje tortur i zabijania, jak rozstrzeliwania, wieszanie, kamienowanie, zabijanie kijami, palenie i grzebanie żywcem oraz duszenie. Stosowano zbiorowe egzekucje. Prawdopodobnie na lewo od bloku Nr 1 znajdował się wykopany głęboki dół 10 m długości, 10 m szerokości i 5 m głębokości, w którym stale rozstrzeliwano więźniów. Nad dołem wisiał napis: „Każdemu za swoje”.
Obóz w Budzyniu był jednym z nielicznych na Lubelszczyźnie, który działał do końca okupacji. Był zbyt ważnym obozem dla gospodarki wojennej Rzeszy (produkcja części samolotów). Podobnie do ostatnich dni pracowały obozy żydowskie w Kraśniku „Synagoga” i „Wifo” na stacji kolejowej. Rozładowanie obozu w Budzyniu rozpoczęło się w okresie od lutego i trwało do końca czerwca 1944 roku. W kwietniu tego roku po apelu 600 Żydów (480 mężczyzn i 120 kobiet) z Budzynia wywieziono na Majdanek.

## Liczba ofiar
W Budzyniu zamordowano od 800 do 1000 Żydów. Jednym z więźniów, którzy przeżyli obóz, jest Samuel Klein.

## Dzieje powojenne
Winni zbrodni w obozie w Budzyniu nie zostali w całości pociągnięci do odpowiedzialności karnej. Przed Sądem Okręgowym w Lublinie stanęło tylko dwóch: Willi Heitmayer i Josef Leipold. Pierwszy aresztowany 26 maja 1945 r. przez Amerykanów wydany został władzom polskim w dniu 1 marca 1947 roku. Wyrokiem z 30 czerwca 1948 r. otrzymał karę 8 lat więzienia. Josef Leipold aresztowany został w dniu 23 stycznia 1947 roku i na żądanie Polskiej Misji Wojskowej w Niemczech wydany władzom polskim. Wyrokiem Sądu Okręgowe go w Lublinie z dnia 9 listopada 1948 r., skazany został na karę śmierci. Prezydent Rzeczypospolitej Polskiej nie skorzystał z prawa łaski.